# Radkov (przystanek kolejowy)
Radkov – przystanek kolejowy w miejscowości Radkov, w kraju Wysoczyna, w Czechach Znajduje się na wysokości 485 m n.p.m.
Na przystanku nie ma możliwości zakupu biletów, a obsługa podróżnych odbywa się w pociągu.

## Linie kolejowe
- 227 Kostelec u Jihlavy - Slavonice